# Isotrope Turbulenz
Die isotrope Turbulenz gehört zusammen mit der homogenen Turbulenz zu den einfachsten idealisierten Strömungsformen, durch die sich turbulente Strömungen vereinfacht beschreiben lassen.
Bei der isotropen Turbulenz sind alle statistischen Eigenschaften der Strömung (mittleren Geschwindigkeitsschwankungen) richtungsunabhängig:
{\displaystyle {\overline {u'^{2}}}={\overline {w'^{2}}}={\overline {v'^{2}}}}
Damit einher geht, dass die statistischen Eigenschaften ebenfalls bei Rotation und Spiegelung des Koordinatensystems an beliebigen Flächen invariant sind.
Die Reynolds'schen Spannungen sind somit in allen Raumrichtungen gleich groß:
Für die Normalspannungen gilt:
{\displaystyle \tau _{ii}=-\rho {\overline {u'^{2}}}=-\rho {\overline {w'^{2}}}=-\rho {\overline {v'^{2}}}=konstant}
Für die Schubspannungen gilt:
{\displaystyle \tau _{ij}=-\rho {\overline {u'v'}}=-\rho {\overline {u'w'}}=-\rho {\overline {v'w'}}=0}
Die isotrope Turbulenz lässt sich im Experiment annähernd realisieren, die Strömung hinter einem Turbulenzgitter ist annähernd isotrop.